# Anelaphus tuckeri
Anelaphus tuckeri är en skalbaggsart som först beskrevs av Thomas Casey 1924.  Anelaphus tuckeri ingår i släktet Anelaphus och familjen långhorningar. Inga underarter finns listade i Catalogue of Life.